# Gornje Tihovo
Gornje Tihovo je naselje u Hrvatskoj u sastavu Grada Delnica. Nalazi se u Primorsko-goranskoj županiji.

## Zemljopis
Južno su Donji Turni, jugozapadno su Raskrižje Tihovo, Delnice, Marija Trošt, Gornji Turni, izvor rječice Kupice, park šuma Japlenški vrh, sjeverno je Velika Lešnica, sjeveroistočno su Donje Tihovo, Mala Lešnica, Radočaj Brodski. Istočno je Skrad i geomorfološki rezervat Vražji prolaz i Zeleni vir. Jugoistočno su Podstena, Kupjak i Zalesina, južno jugoistočno je Dedin.

## Stanovništvo
| broj stanovnika | 122   | 116   | 94    | 102   | 123   | 136   | 93    | 83    | 77    | 78    | 58    | 53    | 26    | 24    | 8     | 6     | 4     |
|                 | 1857. | 1869. | 1880. | 1890. | 1900. | 1910. | 1921. | 1931. | 1948. | 1953. | 1961. | 1971. | 1981. | 1991. | 2001. | 2011. | 2021. |